# Damiën Hertog
Damiën Hertog (Rotterdam, 3 dicembre 1974) è un allenatore di calcio, dirigente sportivo ed ex calciatore olandese, di ruolo centrocampista.